# Mercedes de Acosta
Mercedes de Acosta (New York, 1892. március 1. – New York, 1968. május 9.) amerikai költőnő, drámaíró, ruhatervező és társasági ember. Több hollywoodi személyiséggel folytatott leszbikus kapcsolata közül a Marlene Dietrich-hel való a legismertebb, de Greta Garbo, Alla Nazimova, Tamara Karszavina, Eva Le Gallienne, Isadora Duncan, Katharine Cornell, Ona Munson, Adele Astaire és állítólag Tallulah Bankhead is szeretői közt voltak. Ellentmondásos önéletrajzát Here Lies a Heart címmel dokumentálta.
Ez olyan hírnév volt, amit nem értékelt mindenki. Ahogy Alice B. Toklas, Gertrude Stein szeretője írta egy barátjának, Anita Loosnak: „…nem fogsz tudni könnyen megszabadulni Mercedestől: megvolt neki a két legfontosabb nő az USA-ban – Greta Garbo és Marlene Dietrich”.

## Háttér
1893-ban, New Yorkban született kubai apának, Ricardo de Acostának és spanyol anyának, Micaela Hernández de Albának gyermekeként. Állítólag a spanyol Alba hercegek leszármazottja volt. Több testvére volt: Aida, Ricardo Jr, Angela, Maria és Rita.
Mercedes de Acosta 1920-ban összeházasodott Abram Poole-lal (1883–1961), aki festő és társasági ember volt; 1935-ben váltak el.

## Magánélet
Bár tehetségéhez nem fér kétség, a magánélete az, ami híressé tette őt Hollywoodban. Hollywood „elitjének” több tagjával leszbikus kapcsolatba keveredett, és nem próbálta meg elrejteni szexuális irányultságát.
1916-ban Alla Nazimova színésznővel, nem sokkal utána Tallulah Bankhead fiatal színésznővel is kapcsolata volt, majd Isadora Duncan későbbi táncossal. Házassága után Eva Le Gallienne színésznővel ötéves viharos kapcsolata volt. A két nő gyakran vakációzott és utazott együtt, meglátogatták Natalie Barney híres író és társasági ember szalonját Európában. De Acosta ez idő alatt Sandro Botticelli és Jehanne de Arc című darabjait írta Evának. Egyik sem lett siker. A darabok sikertelensége, de Acosta féltékeny természete, ezenkívül a pénzügyi kudarcok véget vetettek a kapcsolatuknak.
A következő évtized folyamán halmozta a női partnereket, akik között egyaránt voltak fiatal és idősebb színészek is.

## Afférja Greta Garbóval
1931-ben találkoztak és állítása szerint gyorsan kialakult a kapcsolatuk. Kettejüket de Acosta akkori szeretője, Salka Viertel mutatta be egymásnak. A kapcsolatát Garbóval gyakran írták le az élet iránti szeretetként.
Garbo irányította a kapcsolatot, gyakran vakációztak együtt. 1944-ben Garbo véget vetett a se veled, se nélküled kapcsolatnak. De Acosta megállás nélkül írt neki verseket, leveleket, amelyekben leírta, mennyire szereti őt. A többség szerint Greta Garbo maradt de Acosta szerelme élete hátralevő részében is.

## Here Lies a Heart
Emlékiratát 1960-ban adták ki, mivel agydaganattal diagnosztizálták, és szüksége volt a pénzre. Könyve ellentmondásos, neveket sorol fel, akikkel kapcsolata volt. Ezek közül sokan felháborodásukat fejezték ki, hazudozónak titulálták – csak kitalálta a történeteit –, és ezért sokan fel is jelentették. A kapcsolatait levelekkel tudta bizonyítani, emiatt a színésznők többsége ezek után távol tartotta magát az írónőtől, mivel féltették a karrierjüket.
Barátai elhagyták, és a pénzügyi gondjai is állandósultak. De Acosta viszonylagos szegénységben és elfeledve halt meg 75 évesen.